# Битва при Мекке
Битва при Мекке произошла в 1813 году в ходе Османо-саудовской войны через несколько дней после битвы при Джидде.

## Предыстория
В результате распространения ваххабитских идей в середине XVIII века было создано первое централизованное феодально-теократическое саудовское государство с центром в городе Ад-Дирийя, которое к 1780 году взяло под контроль всю территорию Неджда. Последовательно было захвачено побережье Персидского залива (Аль-Хаса), Кувейт, Бахрейн (1803) и внутренние районы Омана. В 1802 году ваххабиты атаковали Кербелу, в 1803 году захватили Мекку, в 1804 году — Медину. К 1806 году ими был взят под контроль весь Хиджаз. Экспансия ваххабизма нанесла серьёзный удар по престижу османского султана как «защитника священных городов». Кроме того, ваххабиты стали чинить препятствия совершающим хадж паломникам, нападали на караваны и начали представлять определённую угрозу для экономики Османской империи.
В этих условиях османский султан Мустафа IV, занятый в основном делами в европейской части империи, поручил в декабре 1807 года решить проблему угрозы ваххабизма силовым путём своему вассалу Мухаммеду Али-паше.
3 сентября 1810 года было объявлено о выступлении египетских войск в Хиджаз: во главе сухопутных египетских войск встал шестнадцатилетний сын Али-паши Тусун-бей. В конце 1812 года египетские войска перешли в наступление, в результате которого в ноябре 1812 года была взята Медина, а в январе 1813 года одержана победа под Джиддой. После этого войска Мухаммеда Али подошли к Мекке.

## Ход сражения
Армия Саудовской Аравии из 1000 ополченцев практически без боя сдалась многотысячной армии Мухаммеда Али Египетского.